# Bandulan
Bandulan is een bestuurslaag in het regentschap Malang van de provincie Oost-Java, Indonesië. Bandulan telt 15.246 inwoners (volkstelling 2010).